# Nanjangud
Nanjangud è una città dell'India di 48.220 abitanti, situata nel distretto di Mysore, nello stato federato del Karnataka. In base al numero di abitanti la città rientra nella classe II (da 50.000 a 99.999 persone).

## Geografia fisica
La città è situata a 12° 7' 11 N e 76° 40' 58 E e ha un'altitudine di 656 m s.l.m..

## Società

### Evoluzione demografica
Al censimento del 2001 la popolazione di Nanjangud assommava a 48.220 persone, delle quali 24.384 maschi e 23.836 femmine. I bambini di età inferiore o uguale ai sei anni assommavano a 5.271, dei quali 2.604 maschi e 2.667 femmine. Infine, coloro che erano in grado di saper almeno leggere e scrivere erano 32.971, dei quali 18.005 maschi e 14.966 femmine.